# Hemo
Heme é um grupo prostético que consiste de um átomo de ferro contido no centro de um largo anel orgânico heterocíclico chamado protoporfirina IX. A protoporfirina consiste de um sistema de anéis heterocíclicos (quatro anéis pirrólicos), unidos com um átomo de Fe(II), no estado ferroso, ocupando a posição central do anel. O átomo de Fe(II) faz seis ligações coordenadas, quatro em um plano de ligação com a molécula de porfirina e duas ligações perpendiculares ao anel. Uma dessas ligações perpendiculares é feita com os átomos de O2, mas outras moléculas como o monóxido de carbono (CO), óxido nítrico (NO), Cianeto (CN-) e ácido sulfídrico (H2S) podem ocupar essa posição. Esse fato é a causa das propriedades tóxicas dessas substâncias. 
O grupo heme tem importância biológica por ser grupo prostético de proteínas, conhecidas como hemeproteínas. Uma das hemeproteínas mais conhecidas é a hemoglobina, que é responsável por carrear O2 no sangue e pela coloração vermelha do sangue. Outros exemplos de hemeproteínas são:  mioglobina, citocromos, catalases e peroxidases. As hemeproteínas têm diversas funções como: ligação e transporte de oxigênio, transferência de elétrons, catálise e sinalização.
A síntese do grupo heme ocorre principalmente nos reticulócitos, última tipagem celular precursora dos eritrócitos, e no fígado. O grupo heme é sintetizado a partir do intermediário da via do ciclo de Krebs, o succinil-CoA e do aminoácido glicina. O heme é degradado a biliverdina. Defeitos genéticos ocorrem na via de síntese do heme causam um grupo de patologias conhecidas como porfirias. 